# JPNAP
JPNAP (Japan Network Access Point) は、インターネットマルチフィード株式会社が日本で提供する商用インターネットエクスチェンジである。NTTグループとIIJが中心となって設立した同社は、もとはデータセンター専業であったが、2001年5月にJPNAPの商用サービスを開始した 。

## 沿革
- 2001年5月 - JPNAP商用サービス化[1][2]
- 2002年1月 - JPNAP大阪サービスを開始[3][4]
- 2003年1月 - 10ギガビットイーサネットの接続を開始[5]
- 2008年1月 - JPNAP東京IIサービス提供開始[6][7]
- 2012年7月 - 100ギガビットイーサネットの接続を開始[8][9][10]
- 2021年1月 - JPNAP福岡サービスを開始[11][12]
- 2021年3月 - JPNAP仙台サービスを開始[13][14]
- 2022年8月 - JPNAP東京にて400ギガビットイーサネットの接続を開始[15][16]

## エリア・接続拠点
東京・大阪・福岡・仙台の4エリアにてサービスを提供している。それぞれのエリアはネットワークとして独立しているが、福岡・仙台については「JPNAP東京接続オプションサービス」を利用することで、東京への接続が可能である。
IX接続インターフェースはギガビット・イーサネット、10ギガビット・イーサネット、100ギガビット・イーサネット、400ギガビット・イーサネットの4種類がある。また、全ての拠点にてIPv4/IPv6 デュアルスタックサービスを開始している。

## 加入者一覧
JPNAP東京には以下のユーザが加入している（2008年9月現在・公表分のみ）。
- 秋田ケーブルテレビ
- 朝日ネット
- イー・アクセス
- 石川コンピュータ・センター
- インターネットイニシアティブ
- ヴェクタント
- エーティーワークス
- AT&Tジャパン
- STNet
- NECビッグローブ
- NTT-ME
- NTTコミュニケーションズ
- NTTデータ
- NTTPCコミュニケーションズ
- エネルギア・コミュニケーションズ
- 愛媛CATV
- MルートDNSサーバ（WIDEプロジェクト）
- 大塚商会
- 関西マルチメディアサービス
- 九州通信ネットワーク
- 倉敷ケーブルテレビ
- KVH
- ケイ・オプティコム
- KDDI（旧パワードコム）
- 国立情報学研究所
- コミュニティネットワークセンター
- さくらインターネット
- 三洋ITソリューションズ
- スクウェア・エニックス
- ソニー
- ソフトバンクIDC
- ソフトバンクテレコム
- ソフトバンクBB
- 中国網通日本オペレーション
- トナミ運輸
- ドリームトレインインターネット
- ネスク
- ビック東海
- ビットアイル
- 富士通
- フラッグテレコムジャパン
- ベライゾンユーユーネットジャパン
- ミテネインターネット
- 宮崎ケーブルテレビ
- メディアエクスチェンジ
- ヤフー
- UCOM
- ライブドア
- RIPE NCC
- Limelight Networks
- リーチ・ネットワークス